# VEB Sachsenring Automobilwerk Zwickau
‌
VEB Sachsenring Automobilwerke Zwickau, parfois abrégée en « AWZ » ou « Sachsenring », était une entreprise d’État est-allemande, spécialisée dans la construction automobile et basée à Zwickau, en Saxe.
Fondée en 1958 par l'union des usines AWZ (ex-Audi/DKW) et Sachsenring (ex-Horch) de Zwickau, et disparue en 1991 quelques mois après la réunification allemande, la firme est avant tout connue pour sa fameuse Trabant, produite en différentes versions et qui fut la voiture symbole de la République démocratique allemande. Sur les marchés d’exportation, l’usine vendait d’ailleurs ses voitures sous la marque commerciale Trabant.
Désormais privatisée et rebaptisée « Sachsenring AG » puis « HQM Sachsenring », l’entreprise est aujourd’hui un sous-traitant de l’industrie automobile.

## Historique

### Les origines: des années 1930 à 1958

#### La Saxe, fief d'Auto-Union

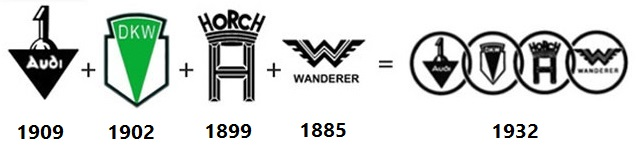
Logo de Auto Union de 1932 à 1949.

En 1932, quatre constructeurs automobiles allemands s’associent pour former le groupe Auto Union.
Il s’agit :
- d’Audi, fondé en 1909 et installé à Zwickau ;
- de DKW, qui produit des voitures depuis 1928 sur ses trois sites de Zwickau (en collaboration avec Audi avant même la création d’Auto Union), de Zschopau et de Berlin ;
- de Horch, également établi à Zwickau depuis 1904 ;
- et de Wanderer, dont la division automobile active depuis 1913 est basée à Chemnitz.

Avec Mercedes-Benz et BMW, Auto Union est l’un des trois grands constructeurs allemands des années 1930, et possède un rôle central dans le tissu industriel de la Saxe.

#### La guerre et ses conséquences
Dès le mois de mai 1940, la production automobile cesse dans tout le Reich allemand, et les constructeurs sont sommés de participer à l’effort de guerre. C’est ainsi qu’Auto-Union produit des véhicules militaires jusqu’en 1945.
Le 8 mai 1945, l’Allemagne capitule. La Seconde Guerre mondiale est terminée en Europe. Au mois de juillet 1945, la conférence de Potsdam aboutit à la partition du pays en quatre zones d’occupation : américaine, soviétique, britannique et française. Toutes les usines d’Auto-Union, ainsi que celle de BMW à Eisenach, se retrouvent dans le secteur Est, contrôlé par l’Armée rouge. Auto-Union, comme toutes les entreprises importantes tombées dans les mains des Soviétiques, est nationalisée et déclarée « VEB » (Volkseigener Betrieb : usine appartenant au peuple).

#### DKW, Horch, IFA, puis AWZ et Sachsenring

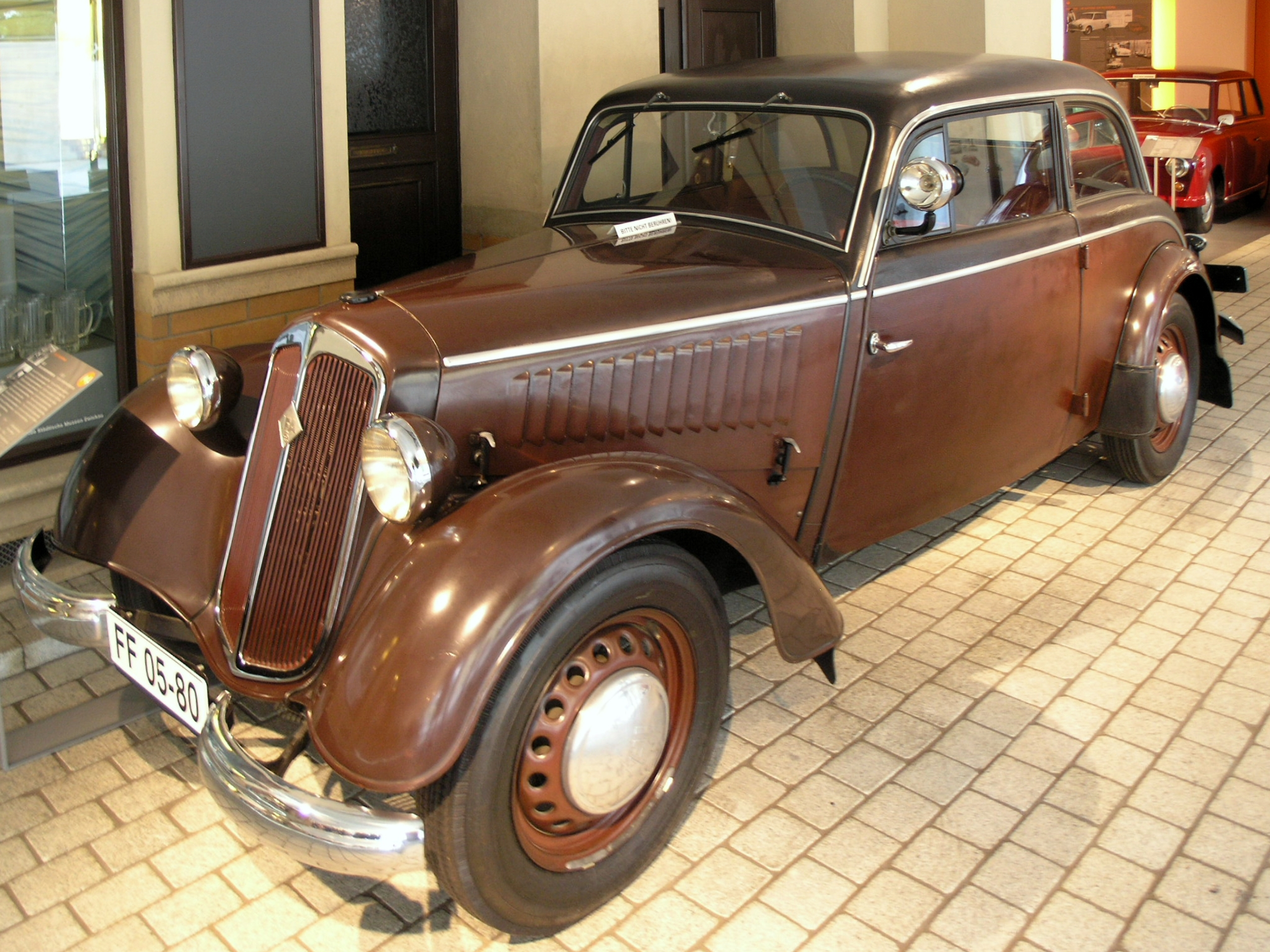
Une IFA F8, produite à Zwickau entre 1948 et 1955.

En 1947, les usines de la Saxe liées au transport sont regroupées sous le sigle IFA (Industrieverwaltung Fahrzeugbau : administration de l’industrie automobile), qui concernera à partir de 1948 tous les territoires de la zone Est.
La production automobile ne reprend qu’en mai 1949, dans l’ancienne usine Audi de Zwickau. On y fabrique la DKW-IFA F8, identique à la DKW Meisterklasse F8 de 1939, puis la F9 à partir d’octobre 1950, un modèle mis au point en 1939, et qui aurait dû sortir fin 1940.
Toujours à Zwickau, mais chez Horch, l’usine également affiliée à IFA produit des camions de 3 tonnes et 3,5 tonnes.
Pendant ce temps, Auto-Union réapparaît à l’Ouest, mais seule la marque DKW a été conservée. En 1952, le nom DKW disparaît des autos de Zwickau à la suite d'un procès intenté et remporté par le constructeur ouest-allemand.
En 1955, Horch se voit confier la construction de la nouvelle berline prestigieuse de la RDA, remplaçant la vieille EMW 340, produite à Eisenach : c’est la P240, présentée à la Foire de Leipzig en 1956.
Dans l’ancienne usine DKW-Audi, on ne chôme pas. Il s’agit en effet d’assurer la succession de la IFA F8, dont les lignes sont clairement dépassées en ce début des années 1950. Le projet F8K, renommé par la suite « P70 », est mis en chantier en 1954. Il s’agit avant tout d’une voiture de transition, destiné à préparer l’arrivée d’un modèle plus ambitieux, encore en plein développement. La production de la nouvelle Zwickau P70 démarre au mois d’août 1955. Disponible en trois carrosseries (berline, break, coupé), et motorisée par le bicylindre deux-temps porté à 22 ch de la F8, la P70 se pose en alternative aux NSU, Llyod, ou Glas Goggomobil fabriquées en RFA, et tient également la comparaison avec les étrangères Renault 4CV ou Fiat 600. Cette traction avant se distingue notamment par sa carrosserie réalisée entièrement avec un matériau composite : le Duroplast.
En novembre 1957, une directive ministérielle annonce la fusion en une seule entité des anciennes usines Audi, rebaptisées « AWZ » (« Automobilwerk Zwickau ») et « Horch », qui ont désormais pris le nom de « Sachsenring » (en hommage au célèbre circuit saxon). Effective à partir du 1er mai 1958, cette nouvelle entreprise s’appelle « VEB Sachsenring Automobilwerk Zwickau », et a pour ambition d’augmenter sensiblement les volumes de production.

### Le développement: de 1958 à la fin des années 1960

#### L'avènement de la Trabant

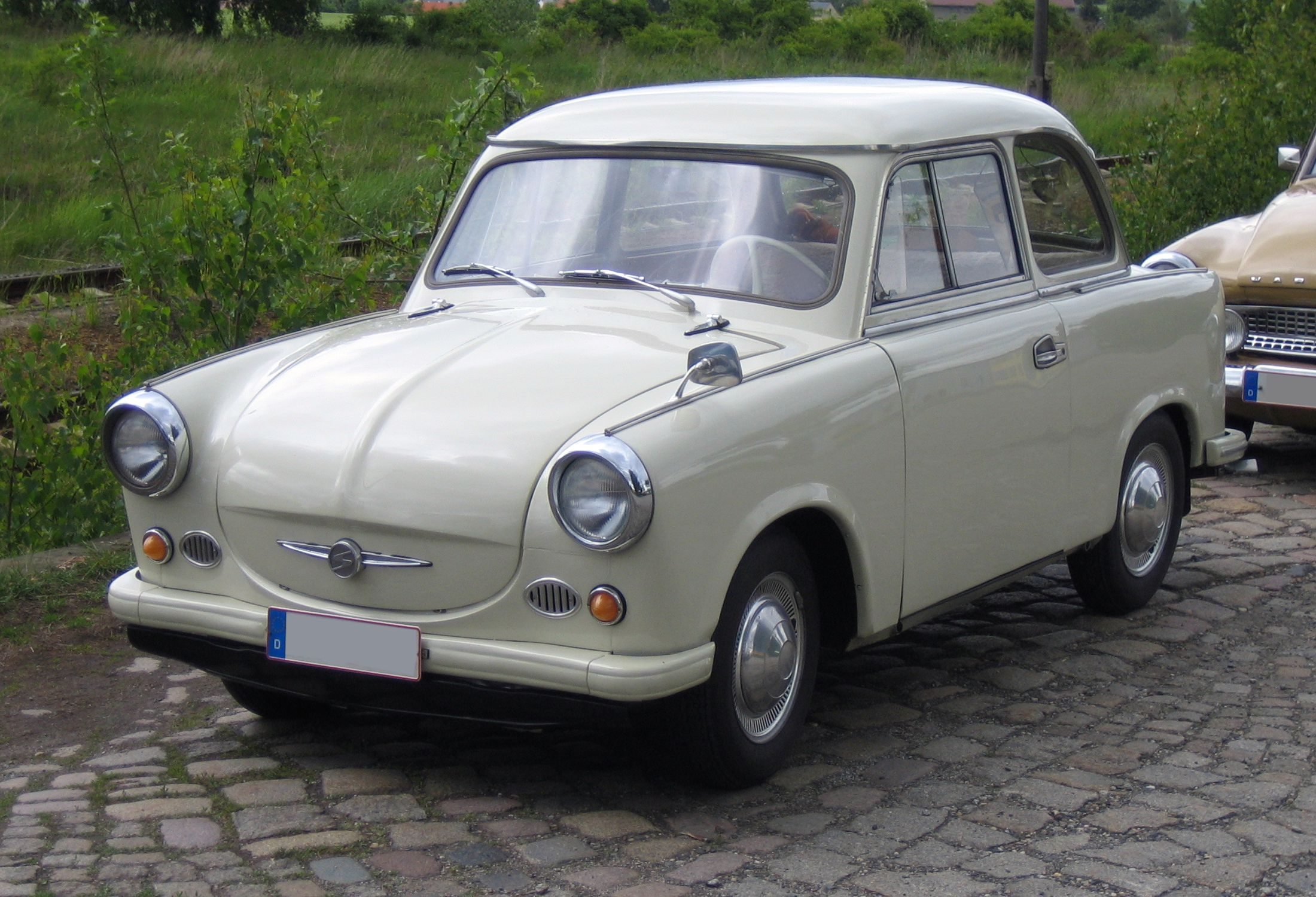
La P50 est la première Trabant.

À l’automne 1958, AWZ dévoile la remplaçante de la P70 : la Trabant P50. Produite à petites cadences à partir de juillet 1958, puis réellement en série à compter de janvier 1959, la Trabant est une petite voiture tout en rondeurs tout à fait dans l’air du temps. Son nom signifie « satellite », probable référence au Spoutnik lancé par les Soviétiques en 1957. Côte technique, on note la présence d’un nouveau moteur refroidi par air, un 499 cm3 de 18 ch (20 ch en 1960). Si le coupé n’est pas reconduit, la Trabant reste disponible en break « Kombi ».
En octobre 1962, la Trabant P60 (ou Trabant 600, suivant les marchés) remplace la P50. La principale différence entre les deux modèles se situe sous le capot : la P60 voit en effet la cylindrée de son bicylindre grimper à 594 cm3, pour une puissance de 23 ch. Les 100 km/h sont désormais atteints.
En mars 1964, la P60 cède sa place à la 601, qui porte toujours le nom de Trabant, désormais utilisé hors de RDA comme une marque commerciale. La carrosserie a été retravaillée pour offrir des formes plus modernes (moins de rondeurs), mais la nouvelle Trabant reste un simple rajeunissement de l’ancienne P60. L’usine a néanmoins insisté sur la fonctionnalité, avec une augmentation des surfaces vitrées, du volume intérieur et de la capacité du coffre. La gamme s’articule autour de deux carrosseries (« Limousine » et break « Universal », ainsi qu’un torpédo militaire réservé à l’armée et à la police) et autant de finitions (« Standard » et « de Luxe »). En 1965, une version 601H équipée d’un embrayage électromagnétique fait son apparition. En 1968, la puissance du moteur passe de 23 à 26 ch.

#### Le Duroplast, un matériau novateur mais contraignant
Parmi les automobiles produites à cette époque, les Trabant se distinguent par leur carrosserie faisant appel au Duroplast, un matériau composite.
Pour comprendre l’utilisation de ce matériau par les ingénieurs est-allemands, il faut remonter à l’époque d’Auto-Union, en 1935. Le bureau d’études du constructeur travaille alors sur l’utilisation de matériau composite pour les carrosseries des voitures de grande série. En effet, la faiblesse des carrosseries de l'époque à structure bois mais surtout les privilèges dont bénéficie l’industrie d’armement concernant l’acier inquiètent les dirigeants du groupe automobile. Celui-ci décide alors de s’associer avec les sociétés Römmler AG et Dynamit AG pour mettre au point un nouveau matériau léger et résistant, à base d’étoffes pressées et de résines phénoliques dérivées de la Bakélite.
En 1938, trois prototypes DKW F7 à carrosserie composite prennent la route pour être testés. Les essais sont concluants, mais les coûts de fabrication élevés et l’arrêt provisoire de la production automobile en 1940 ont pour le moment raison de cette solution technique.
Après la guerre, l’ancien centre de recherches d’Auto-Union à Chemnitz reprend ses travaux, cette fois sur la coupe d’IFA. La pénurie de matières premières qui frappe la RDA empêche la production automobile de décoller réellement, et il serait bienvenu de trouver un substitut à l’acier. En 1951, une IFA F8 dont la carrosserie utilise ce matériau est présentée aux autorités, qui valideront son entrée en phase de tests. Encore une fois, le principal inconvénient est le coût de fabrication. Finalement la poursuite des études règle ce problème, et en 1953, l’utilisation du « Duroplast » en grande série est désormais envisageable. La Zwickau P70 sera la première à en bénéficier en 1955, ce qui en faisait sous cet angle un véhicule d’avant-garde.
Parmi les avantages du Duroplast, on note son poids (inférieur d’un tiers à celui d’une pièce équivalente en acier), sa bonne isolation phonique et thermique, sa meilleure résistance aux chocs, et surtout le fait qu’il ne rouille pas. En revanche, l’utilisation de ce matériau pénalise grandement la productivité. Pour être fabriqué, il nécessite des presses de 400 tonnes et une température de 240 °C. Il faut six minutes pour former une pièce, et quatre minutes pour qu’elle refroidisse avant d’être envoyée au poste suivant. Cela explique probablement les chiffres de production assez faibles des premiers modèles, et en partie la longueur des délais de livraison par la suite. À la fin des années 1950, il faut 175 heures pour fabriquer une Trabant, chiffre qui tombera à 70 heures avec l’arrivée de la 601 en 1964.

### L'immobilisme forcé: années 1970 et 1980

#### Un modèle qui s'éternise

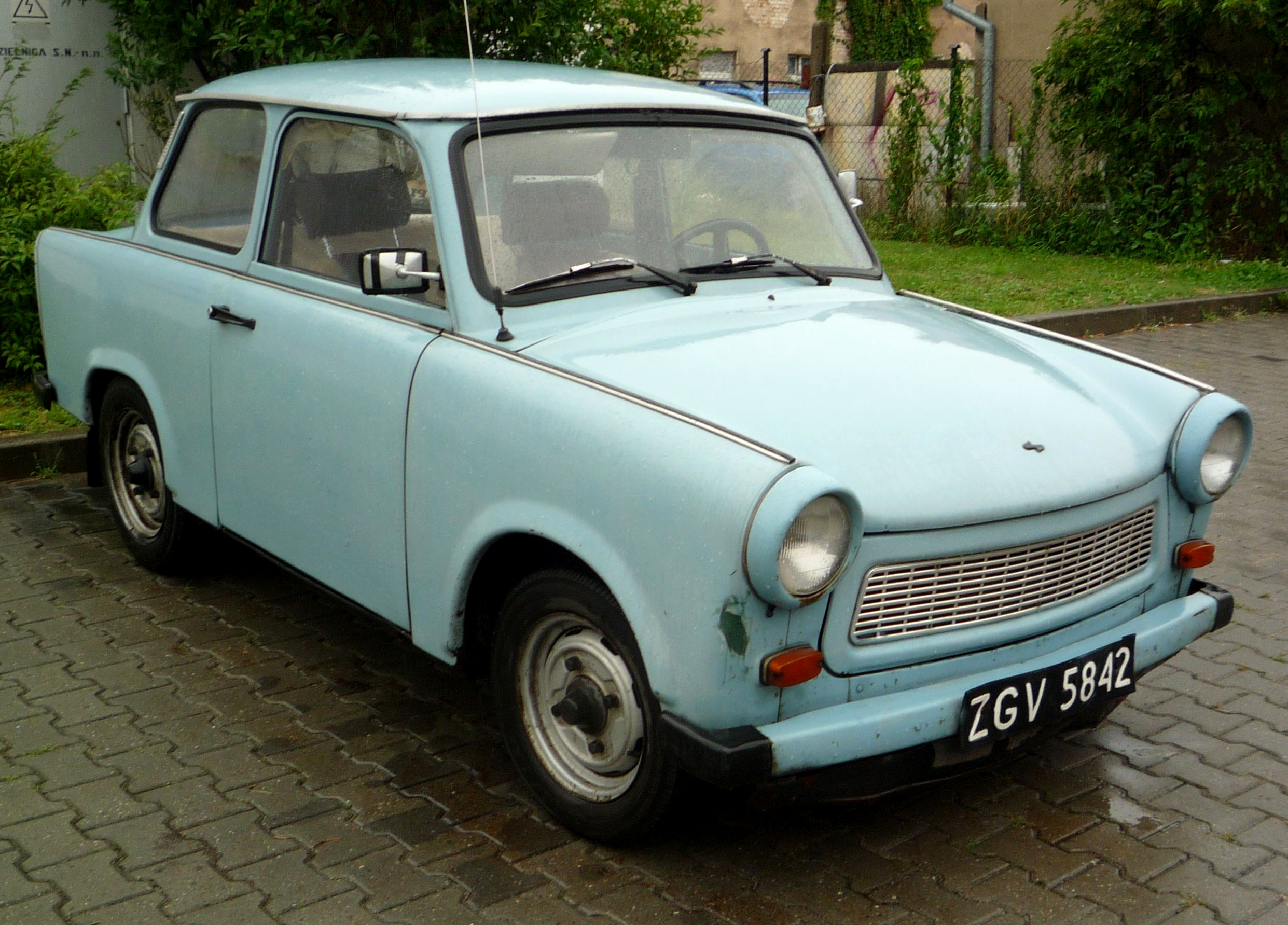
Une Trabant 601 des années 1980.

En 1973, l’usine de Zwickau fête la millionième Trabant produite depuis 1957. L’année suivante, la 601 a désormais dix ans, et demeure pratiquement inchangée depuis 1964. Cet âge est inhabituel pour une voiture d’AWZ, qui avait jusque-là habitué son public à des renouvellement fréquents (quatre ans de carrière pour la P70, cinq pour la P50, trois seulement pour la P60).
Pour autant, le bureau d’études ne reste pas inactif, et présente aux autorités de nombreux prototypes innovants au cours des années 1970 et 1980. Mais ceux-ci sont systématiquement refusés par les autorités, et AWZ n’a d’autre choix que de continuer à produire la vieille Trabant. La même punition est donnée à AWE, le constructeur d’Eisenach (ancien fief du département automobile de BMW), dont la Wartburg 353 sortie en 1966 commence à accuser le poids des ans.
La 601 tente malgré tout d’évoluer quelque peu au fil du temps : présentation de la « Tramp » en 1978 (version civile du torpédo militaire, à la façon d’une Citroën Méhari), nouvelle finition « S de Luxe » en 1979, nouveau tableau de bord en 1982, allumage électronique en 1985, pare-brise en verre feuilleté en 1987, etc.
À bout de souffle, AWZ fabrique l’ultime 601 le 25 juillet 1990.

#### La Trabant, symbole de l'échec d'un système

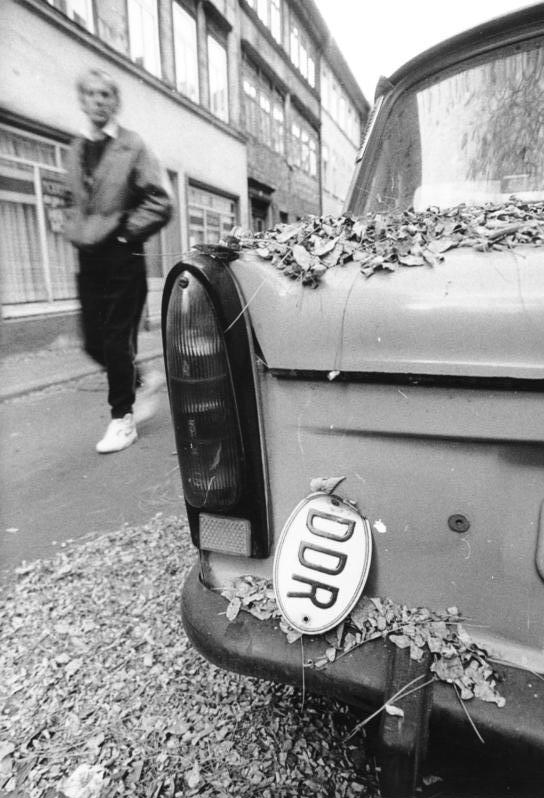
Une Trabant photographiée en ex-RDA en octobre 1990.

Techniquement anachroniques et esthétiquement désuètes, les voitures est-allemandes sont le reflet de la faillite économique et politique de la RDA.
C’est d’autant plus vrai avec la Trabant, dont la carrosserie a été conçue en tenant compte des pénuries d’acier, et dont le moteur deux-temps trouve ses racines dans les DKW des années 1930.
Si AWZ a dû maintenir la production de la Trabant 601 pendant 26 longues années, c’est essentiellement une question d’argent. L’État n’ayant pas assez de crédits pour les financer, tous les projets de remplacement de la Trabant se sont vu imposer une fin de non-recevoir, et ce dès les années 1960.
Même à ses débuts, la Trabant 601 mettait la RDA face à ses contradictions. Voiture populaire destinée au plus grand nombre, elle était affichée en 1964 au prix symbolique de 1000 Ostmarks. Mais les très nombreuses options « obligatoires » faisaient vite grimper l’addition : roues, sièges « confort », volant « spécial » (ces deux équipements n’existaient pas en version « standard »), ceintures de sécurité (sans quoi la voiture ne pouvait pas être immatriculée), etc.
Finalement, la plupart des citoyens est-allemands ne pouvaient pas s’offrir une Trabant neuve.
Par ailleurs, le système socialiste exigeait de nombreuses conditions pour pouvoir bénéficier d’une voiture : il fallait par exemple posséder sa carte du Parti communiste, s’être distingué par de bonnes actions sociales, avoir dénoncé des opposants, ou encore occuper un poste à responsabilités. La demande en voiture neuves n’était donc pas excessivement importante, mais il fallait malgré tout s’armer de patience pour obtenir une Trabant 601 neuve, les délais de livraison dépassant parfois les 10 ans.
Cela était dû à la carrosserie en Duroplast, plus longue à fabriquer, mais aussi au vieillissement des installations de Zwickau (il n’y avait pas d’argent pour les rénover), et également au faible enthousiasme dont faisaient parfois preuve les ouvriers de l'usine.
Découverte par le grand public après la chute du mur de Berlin en novembre 1989, la petite Trabant a été érigée en symbole de l’échec de la RDA, et faisait pâle figure face aux puissantes, luxueuses et modernes Mercedes ou BMW fabriquées dans la prospère RFA.

### La collaboration avec Volkswagen

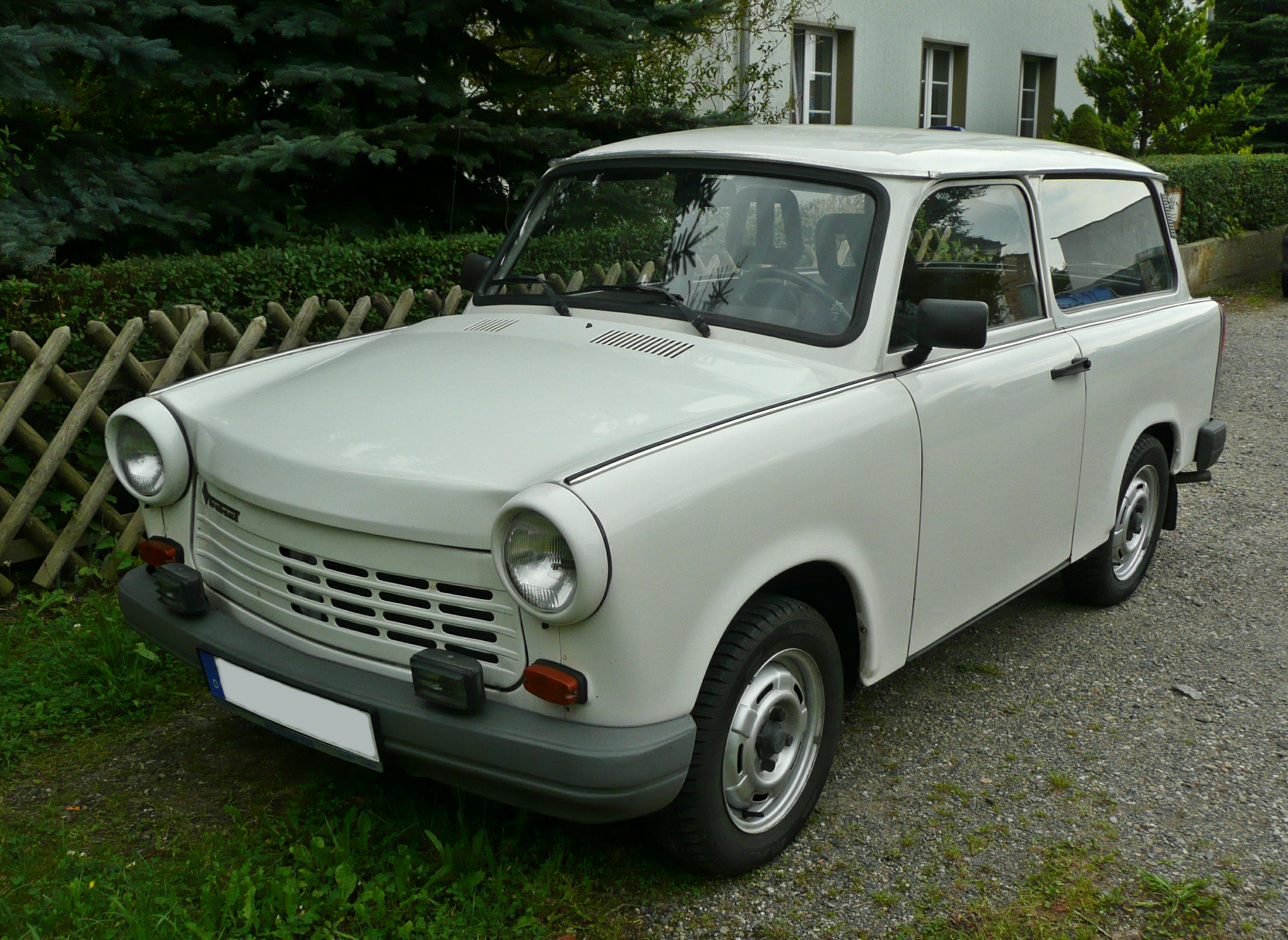
L’ultime évolution de la Trabant : la 1.1 à moteur quatre-temps.

Dès le début des années 1980, la direction d’AWZ songe à installer un moteur quatre cylindres quatre-temps sous le capot de la Trabant. C’est ainsi que les responsables de l’industrie automobile est-allemande entament des négociations avec Volkswagen concernant la fabrication sous licence de moteurs en RDA. Le « grand frère de l’Ouest » donne son accord, tout comme les autorités de Berlin-Est en octobre 1984.
Pour la Trabant, c’est le quatre cylindres 1 043 cm3 de la Polo qui a été retenu. Pendant quatre ans, les ingénieurs d’AWZ vont s’employer pour l’adapter à la 601, qui bénéficie au passage de quelques améliorations techniques (ressorts hélicoïdaux et non plus à lames pour la suspension, par exemple).
Les premiers exemplaires de présérie de la nouvelle Trabant 1.1 sont produits en décembre 1988, mais les évènements qui secouent la RDA en 1989 retardent le début de la production en série, qui démarre le 10 mai 1990.

### La fin et le bilan
Malgré la vague de libéralisme (élections libres, fin du système à parti unique, ouverture à la concurrence) qui va bientôt précipiter la fin de la RDA, la Trabant résiste. Si ses entrailles sont désormais modernes, ses lignes n’ont pratiquement pas évolué depuis 1964, et les Allemands de l’Est ne veulent de toute façon plus en entendre parler, et se ruent sur les berlines d’occasion fabriquées à l’Ouest.
Après la réunification en octobre 1990, Volkswagen décide de racheter la marque afin de s’implanter à l’Est (stratégie qui sera poursuivie en 1991 avec l’acquisition de Škoda). La Trabant 1.1 est de toute façon condamnée par les normes anti-pollution, et l’ultime exemplaire (un kombi de couleur rose) quitte l’usine de Zwickau le 30 avril 1991 à 14h51.
Depuis les premières P50 de présérie en 1957 et les dernières 1.1 de 1990, VEB Sachsenring Automobilwerk Zwickau a fabriqué 3 096 099 Trabant. Les 36 786 Zwickau P70 assemblées entre 1955 et 1959 portent le total à 3 132 885 voitures construites en plus de 35 ans d’existence par AWZ.

### Sachsenring aujourd'hui

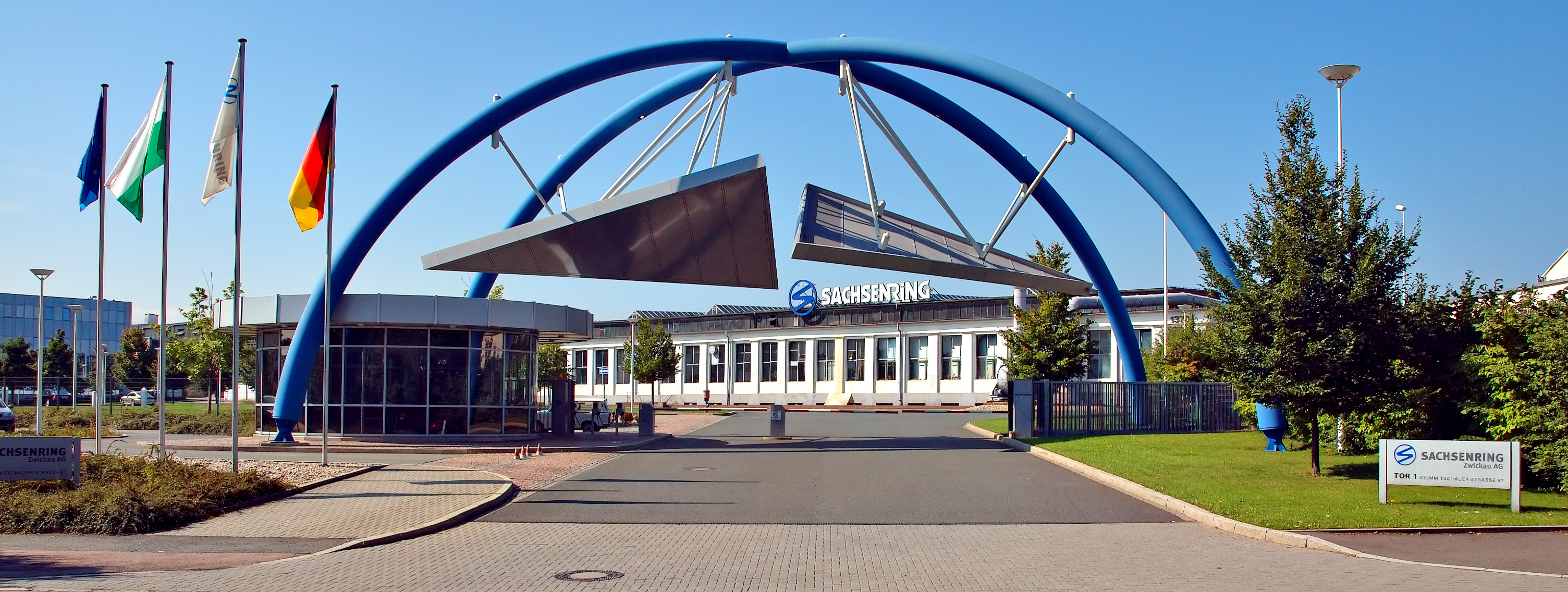
L’entrée du site de l’entreprise à Zwickau.

Passée sous le contrôle de Volkswagen, l’usine de Mösel inaugurée par la 1.1 produit la Polo à partir de 1990, puis suivront la Golf et la Passat.
Quant à l’usine historique de Zwickau, elle a été rebaptisée Sachsenring Automobiltechnik GmbH et s’est distinguée en 1994 en rapatriant de Turquie un stock de 444 kombis Trabant 1.1 invendus, et en tentant de les écouler en Allemagne à un prix exorbitant. L’opération sera un échec, et les modèles restants seront bradés en 1996 par une chaîne de supermarchés.
En 2006, le groupe HQM (Härtei und Qualitätsmanagement GmbH), basé à Leipzig, rachète Sachsenring AG et le renomme HQM Sachsenring GmbH. L’entreprise est aujourd’hui un sous-traitant de l’industrie automobile.

## Modèles
Sous le nom AWZ entre 1956 et 1958, puis Sachsenring AWZ à partir du 1er mai 1958.
- Zwickau P70 « Limousine » (1955-1959)
- Zwickau P70 kombi (1956-1959)
- Zwickau P70 coupé (1957-1959)

- Trabant P50 « Limousine » (1958-1962)
- Trabant P50 kombi (1960-1962)
- Trabant P50 kombi « Camping » (1961-1962)
- Trabant P50 fourgonnette (1961-1962)

- Trabant P60 « Limousine » (1962-1964)
- Trabant P60 kombi (1962-1965)
- Trabant P60 fourgonnette (1963-1965)

- Trabant 601 « Limousine » (1964-1990)
- Trabant 601 kombi « Universal » (1965-1990)
- Trabant 601 fourgonnette (1967-1973)
- Trabant 601 « Kübelwagen » (1966- ?)
- Trabant 601 « Tramp » (1978-1990)

- Trabant 1.1 « Limousine » (1990-1991)
- Trabant 1.1 kombi « Universal » (1990-1991)
- Trabant 1.1 pick-up (1990-1991)
- Trabant 1.1 « Tramp » (1990-1991)

## Prototypes

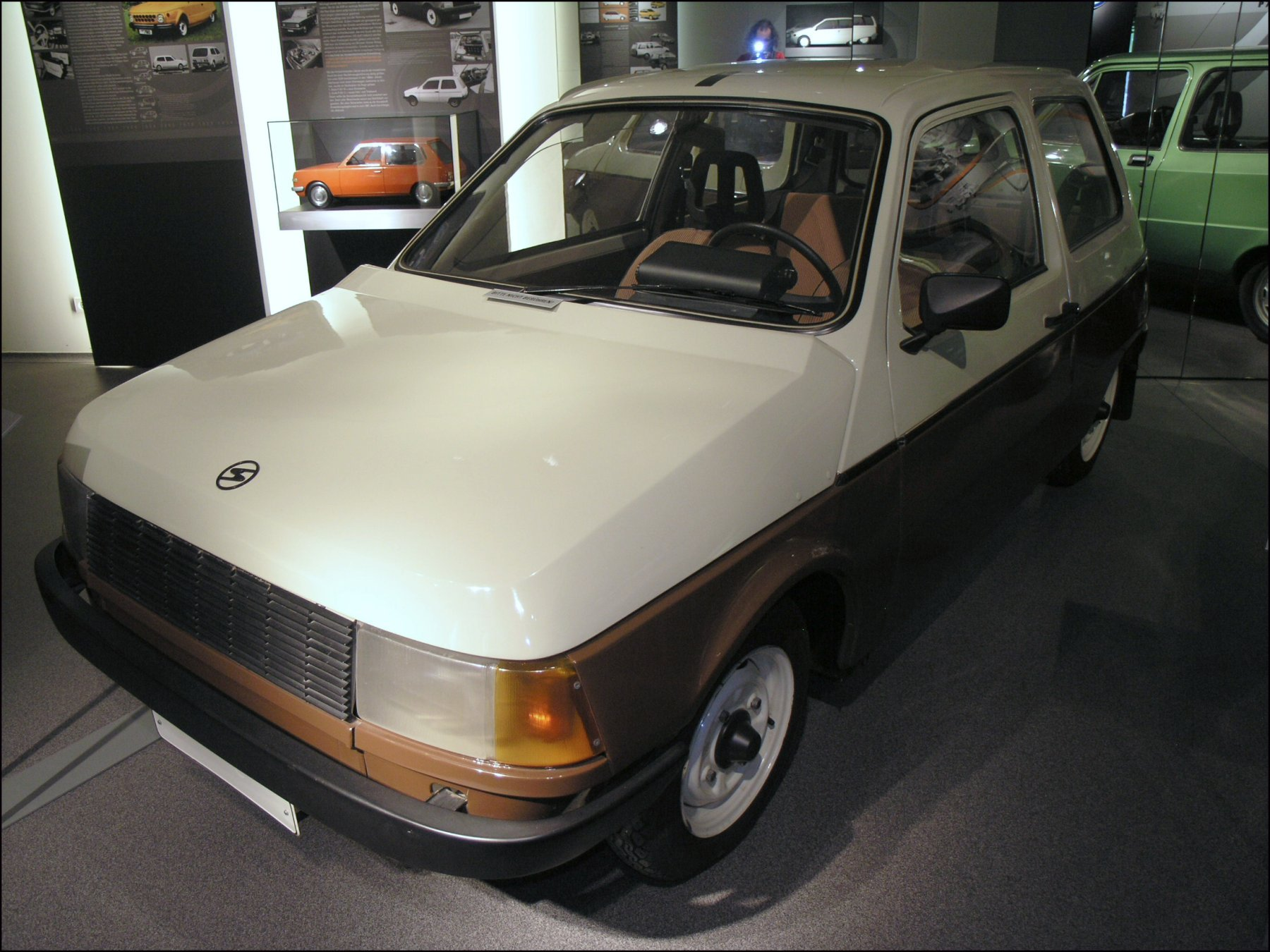
Prototype Trabant P601Z (1981).

Comme la majorité des constructeurs de l’Est, AWZ a conçu nombre de prototypes, plus ou moins innovants, mais qui n’ont jamais reçu l’approbation des autorités. C’est ainsi le cas de tous les projets de remplacement de la Trabant.
Les dérivés de la Trabant abandonnés sont :
- P50 coupé (1956) : resté au stade de maquette ;
- P50 pick-up (1961) : quelques exemplaires ont été vus autour de l’usine, mais n’ont débouché sur aucun avenir commercial ;
- P602V (1968) : prototype de 601 à trois portes, à carrosserie « fastback ».

Les modèles qui aurait dû remplacer ou épauler la Trabant sont :
- P100 (1960) : berline quatre portes qui aurait dû entrer en production en 1967 avec une mécanique Wartburg, et d’un gabarit supérieur à celui de la Trabant ;
- P603 (1966) : envisagée dès 1960, cette petite traction avant à trois portes aurait dû succéder à la Trabant. Une dizaine de prototypes ont été conçus entre 1966 et 1968, avec un nouveau bicylindre deux-temps, mais aussi un quatre cylindres quatre-temps et un moteur à piston rotatif ;
- P760 (1970) : proche de la P603, mais modernisée stylistiquement, la P670 a été étudiée conjointement avec l’usine AWE d’Eisenach. Elle aurait dû recevoir un quatre cylindres Škoda et être produite à 350 000 exemplaires par an à partir de 1975. Jugé trop coûteux, le projet est abandonné en 1973 ;
- P610 (1973) : AWZ ne démord pas, et étudie de nouveau avec AWE et Škoda une remplaçante de la Trabant 601. Mais pour les mêmes raisons que la P760, cet ambitieux projet est refusé par les autorités en 1979 ;
- P601Z (1981) : petite citadine à la partie arrière très abrupte (comme sur l’Autobianchi Y10 qui sortira en 1985), la P601Z aurait également pu se substituer à la Trabant si les autorités avaient donné leur feu vert.

## AWZ sur les marchés étrangers

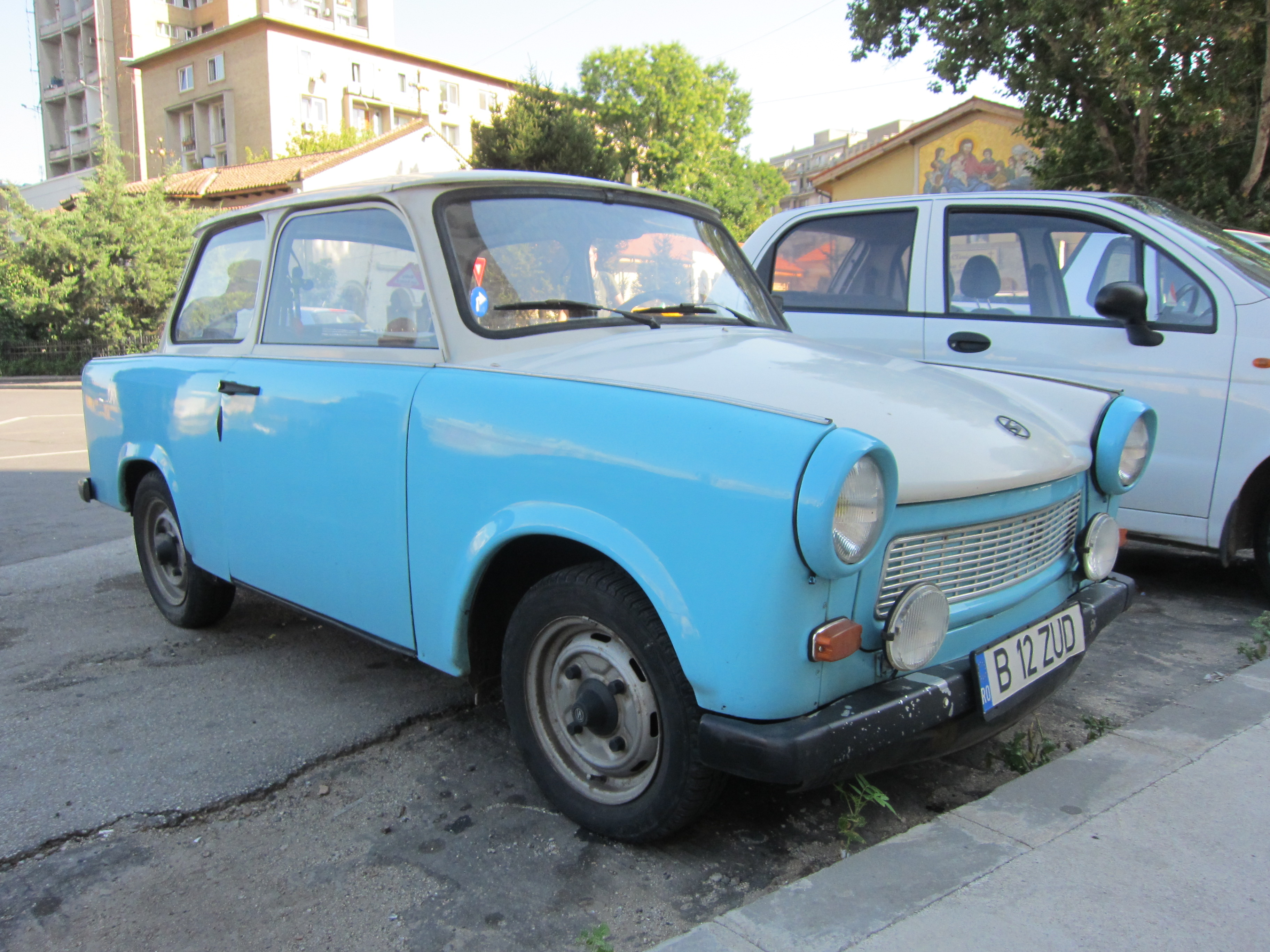
Une Trabant 601 à Bucarest.

Contrairement à leurs compatriotes Wartburg, les Trabant ont peiné à séduire les Européens de l’Ouest. En revanche, la petite voiture de Zwickau a su conquérir pratiquement tout le Bloc de l’Est, à l’exception de l’Union soviétique.
Première voiture fabriquée par AWZ, la Zwickau P70 n’a guère été exportée. En dehors des 483 exemplaires écoulés en Belgique entre 1956 et 1960 (dont un tiers de breaks), la quasi-totalité de la production est restée en RDA. Les Trabant P50 et P60 ont quant à elle remporté un succès d’estime au Benelux (environ 2 000 immatriculations sur le marché belge).
L’arrivée de la Trabant 601 en 1964 a changé la donne. Si elle a disparu assez vite des marchés « historiques » de la Belgique et des Pays-Bas, la berline est-allemande a rapidement connu un immense succès dans toute l’Europe de l’Est : Pologne, Tchécoslovaquie, Yougoslavie, Roumanie, Bulgarie, et surtout Hongrie, où toutes les voitures vendues dans le pays étaient importées. Mais la 601 a également su se faire une place sur de « vrais » marchés concurrentiels en Europe de l’Ouest. Ainsi, son moteur refroidi par air a été très apprécié dans les pays aux hivers rigoureux, tels que la Norvège, la Finlande, le Danemark, et même l’Islande. Les meilleurs résultats commerciaux ont toutefois été réalisés en Grèce, où l’on était très friand de petites voitures populaires, notamment issues des pays de l’Est.
En revanche, il n’y a jamais eu de Trabant au Royaume-Uni (les Wartburg y étaient pourtant exportées), pas plus qu’en France, en Italie, en Suisse, en Espagne ou au Portugal. Quant à l’Union soviétique, elle n’a jamais importé de voitures de RDA, probablement pour préserver l’hégémonie de ses propres constructeurs (VAZ, AZLK, GAZ, ZAZ, etc.) sur son territoire.

## AWZ et le sport automobile

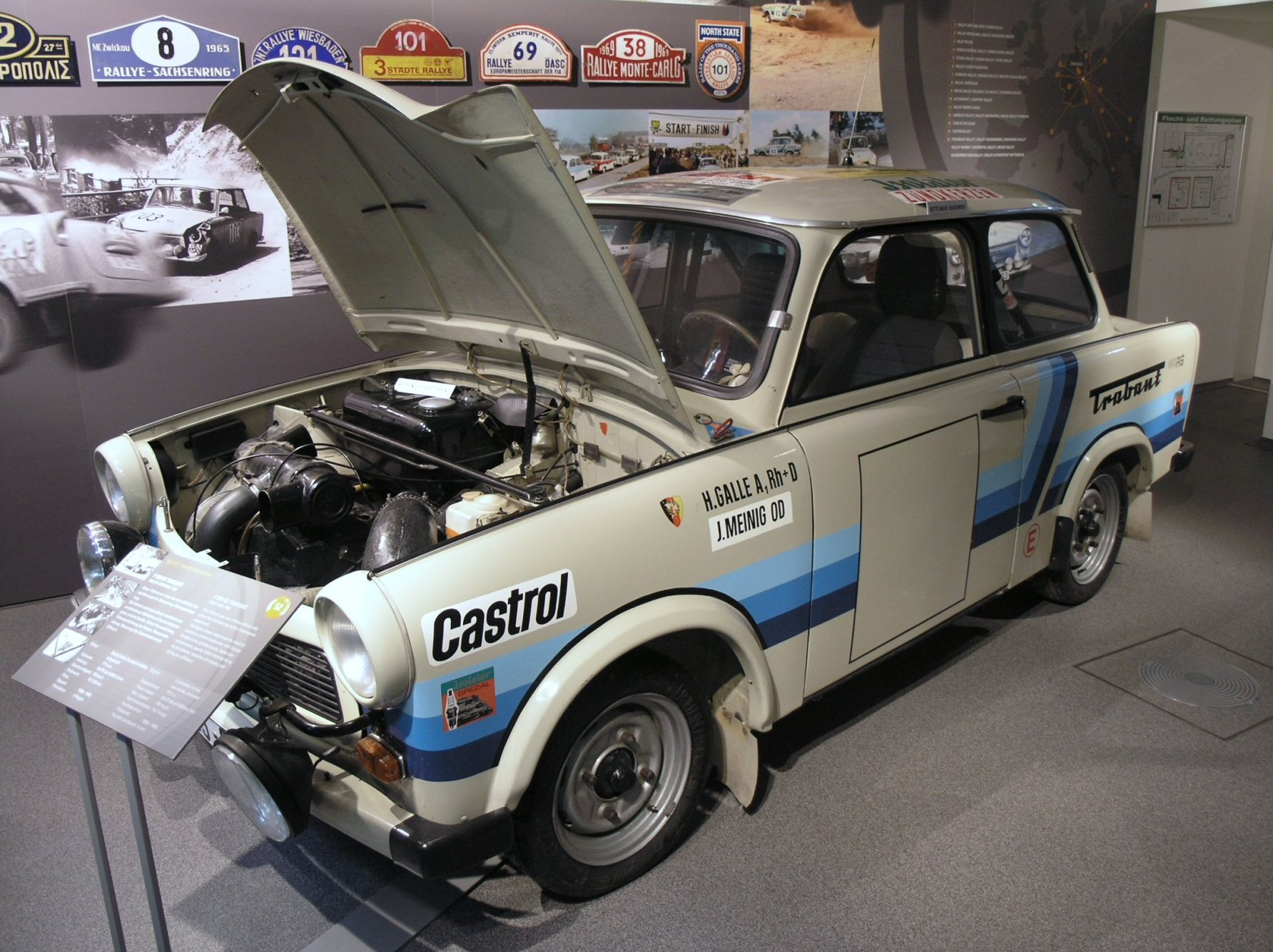
La Trabant 800 RS de 1986, dérivée de la 601.

Contrairement à d’autres constructeurs de l’Est comme Lada, Škoda, ou FSO, AWZ n’a jamais été très présent sur les rallyes européens. Il faut dire que les petites Trabant, conçues pour accueillir un modeste bicylindre deux-temps d’une vingtaine de chevaux, n’étaient pas les voitures idéales pour rivaliser avec les meilleures sportives de l’Ouest.
Malgré tout, on vit fréquemment des Trabant s’aligner au départ de différentes épreuves en Europe de l’Est, et remporter quelques victoires de classe.
En 1986, l’usine construira même quelques exemplaires d’une Trabant 800 RS dérivée de la 601, dont la cylindrée du moteur été portée à 771 cm3, et dont la boîte de vitesses recevait cinq rapports.
Paradoxalement, la carrière sportive de la Trabant a reçu un nouveau souffle après la fin de sa carrière commerciale et la chute du Bloc de l’Est, à une époque où personne ne voulait plus entendre parler des autos de Zwickau.
C’est ainsi que l’ancien pilote Helmut Assman fonde en 1993 l’« Allgemein Deutsche Motorsport Verband – Trabant Lada Racing Cup » (ADMV-TLRC), avec pour but de sauvegarder le patrimoine automobile de l’ex-RDA, et de rendre accessible le sport automobile au plus grand nombre. Un championnat est organisé chaque année, et les courses ont lieu sur des circuits allemands, autrichiens, ou tchèques. Outre les Trabant, on y trouve des Lada (2101, 2105, Samara, etc.), des Wartburg (353, 1.3), des Škoda (130), ou encore des Dacia et autres Zastava.

## L'héritage de la Trabant

### Une voiture mythique
La Trabant (et notamment le modèle 601) a désormais acquis le statut de voiture mythique en Allemagne, et des clubs y sont consacrés partout en Europe. La petite berline de Zwickau est ainsi devenue un des symboles de « l’Ostalgie », ce mouvement nostalgique de la RDA qui remet à la mode ses valeurs et ses produits.
Aujourd’hui, de nombreuses Trabant ont été « recyclées » comme véhicules publicitaires, ou comme objet touristique : ainsi, des Trabant carrossées en limousine ou en cabriolet et arborant des peintures multicolores sont utilisées pour faire visiter Berlin aux touristes.
Le cinéma a également mis en valeur la Trabant, notamment les films Good Bye, Lenin! (2003), Tout est illuminé (2005) ou encore Go Trabi Go (1991).

### Trabant nT

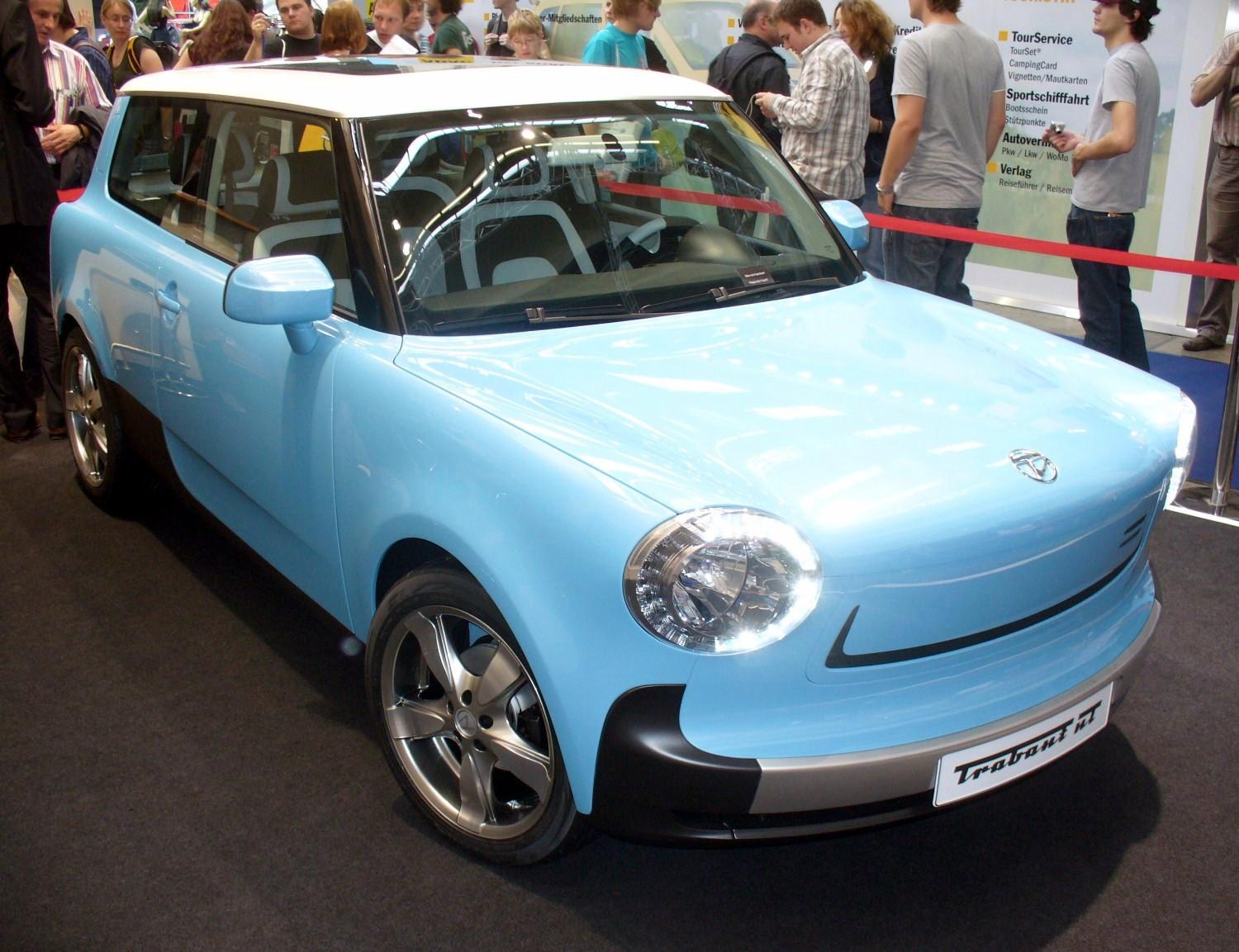
Le concept-car Trabant nT.

Au Salon de Francfort 2009, le fabricant de miniatures Herpa (qui a racheté la licence du nom « Trabant ») et l’équipementier IndiKar ont présenté un prototype d’une voiture électrique baptisée « Trabant nT », et dont la ligne s’inspire de celle de la 601 (phares ronds, feux verticaux et pointus…). Donnée pour 130 km/h en vitesse de pointe et d’une autonomie annoncée de 160 km, la Trabant nT aurait dû entrer en production à partir de 2012, mais le projet semble avoir été abandonné.

## Galerie

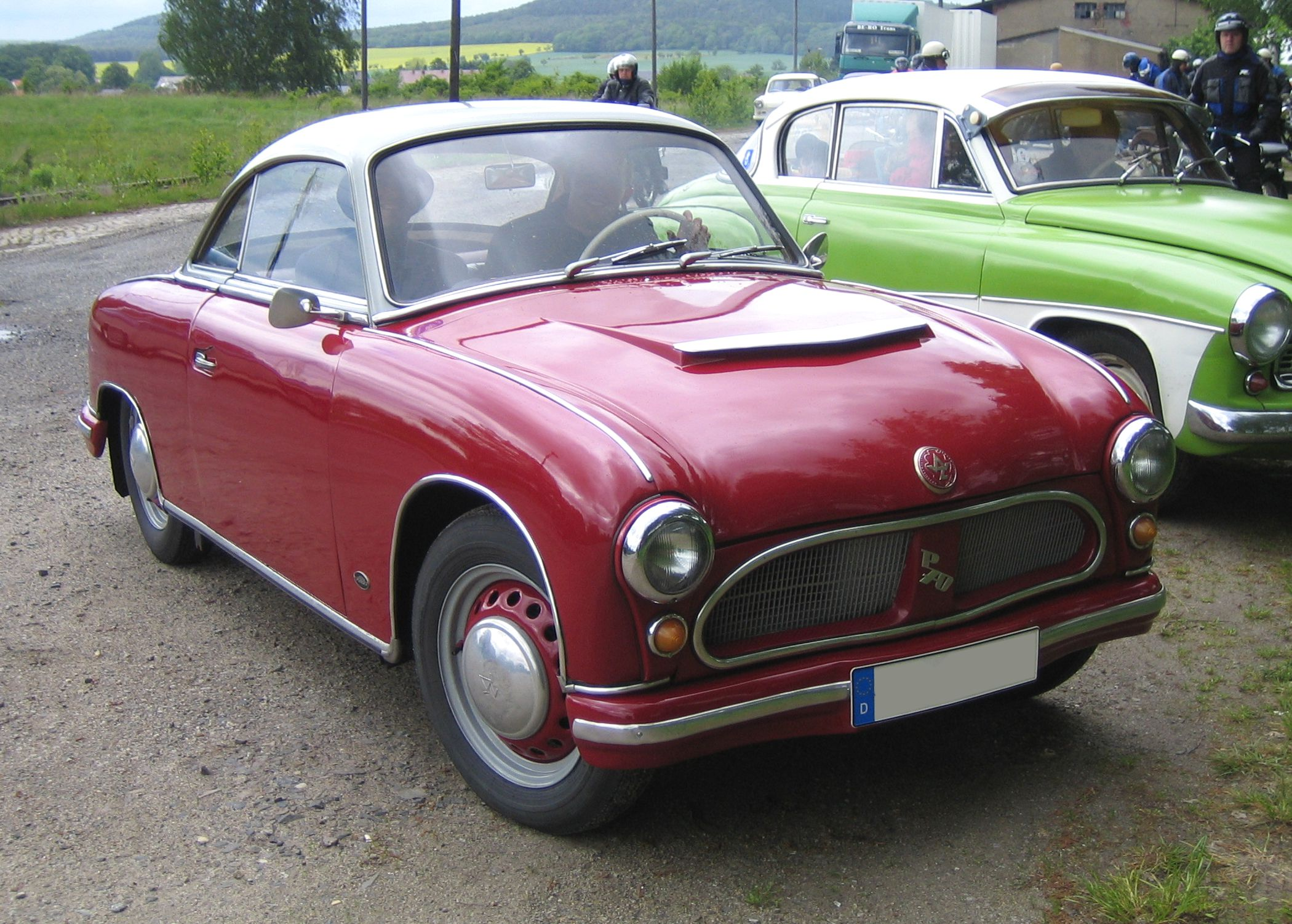
La version coupé de la Zwickau P70.
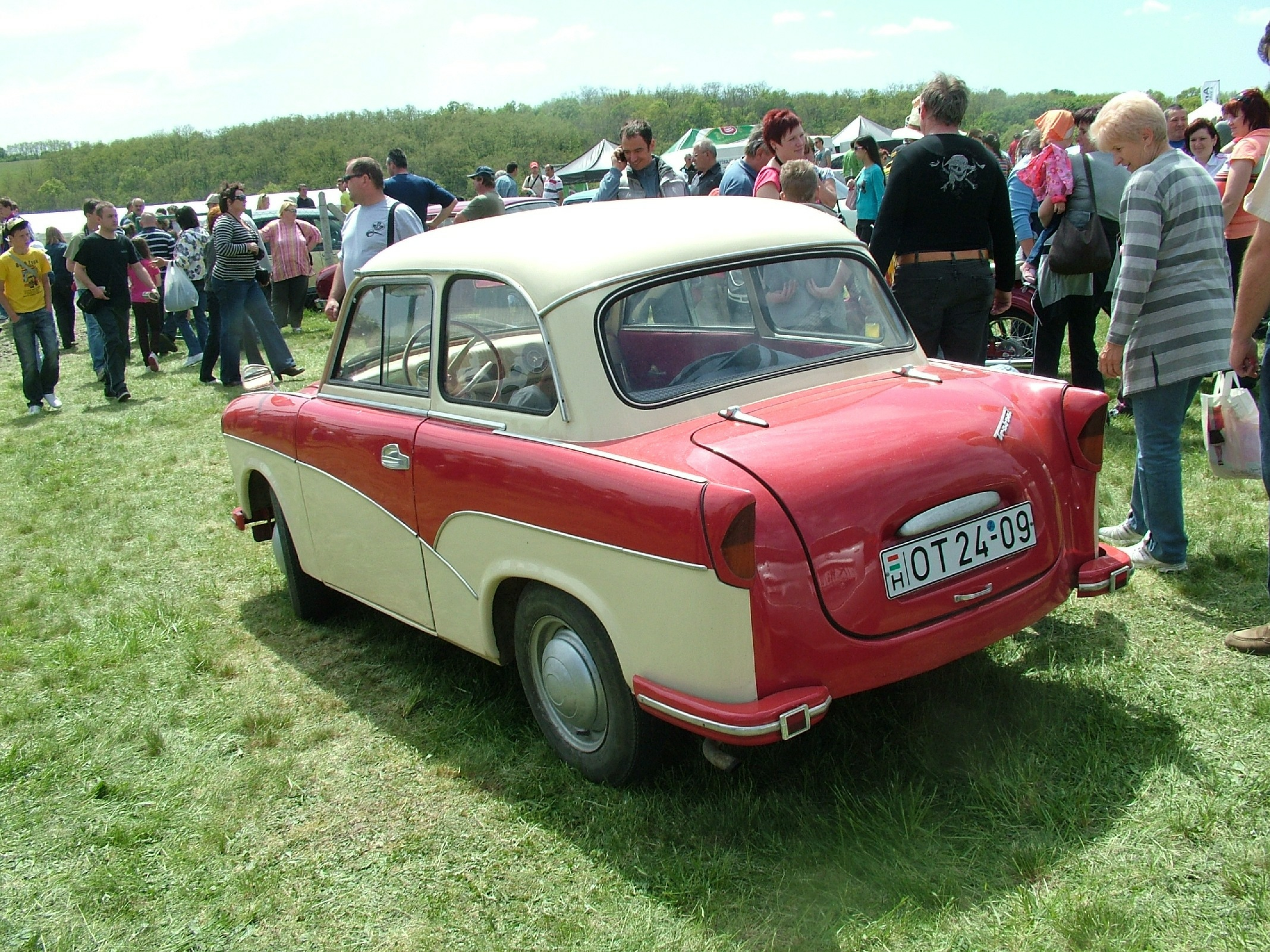
Une berline Trabant P50.
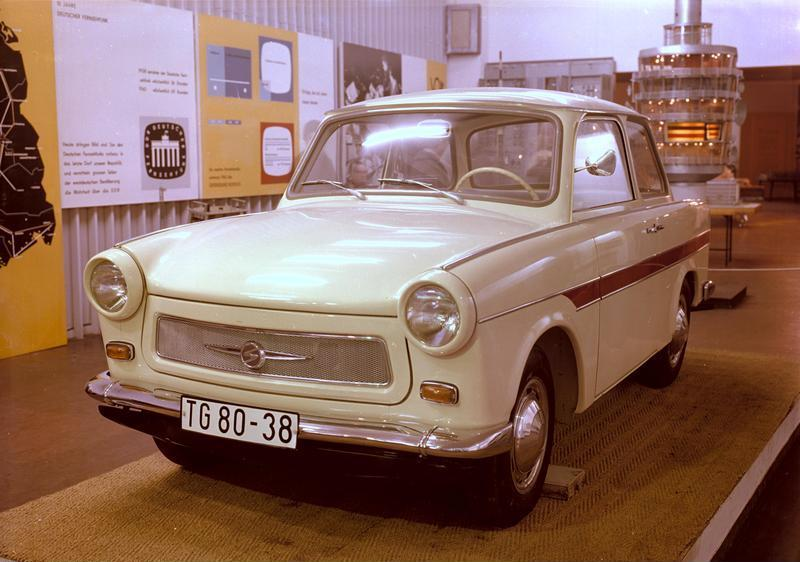
Un exemplaire de présérie de la Trabant 601.
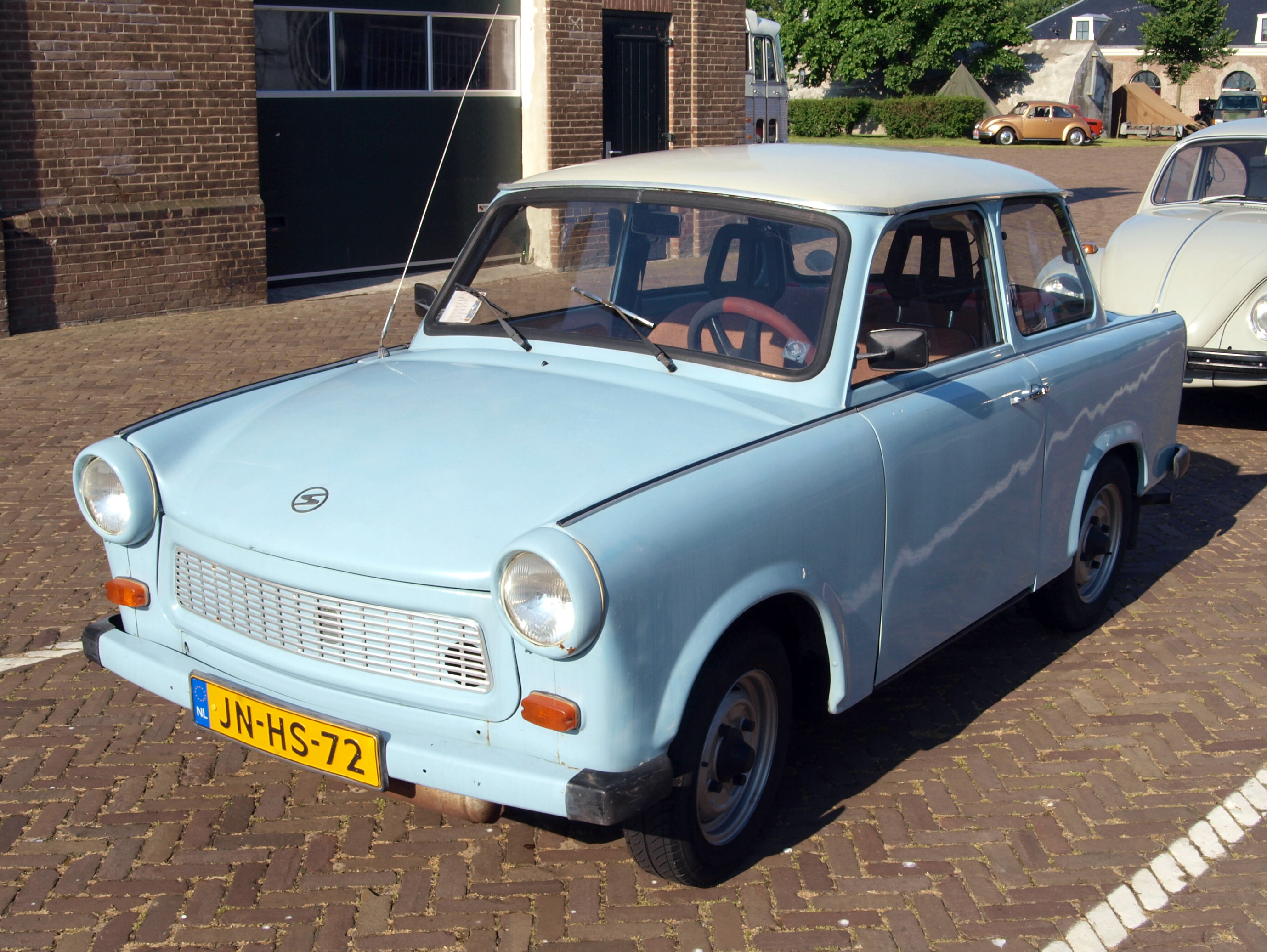
Une Trabant 601 de 1984.
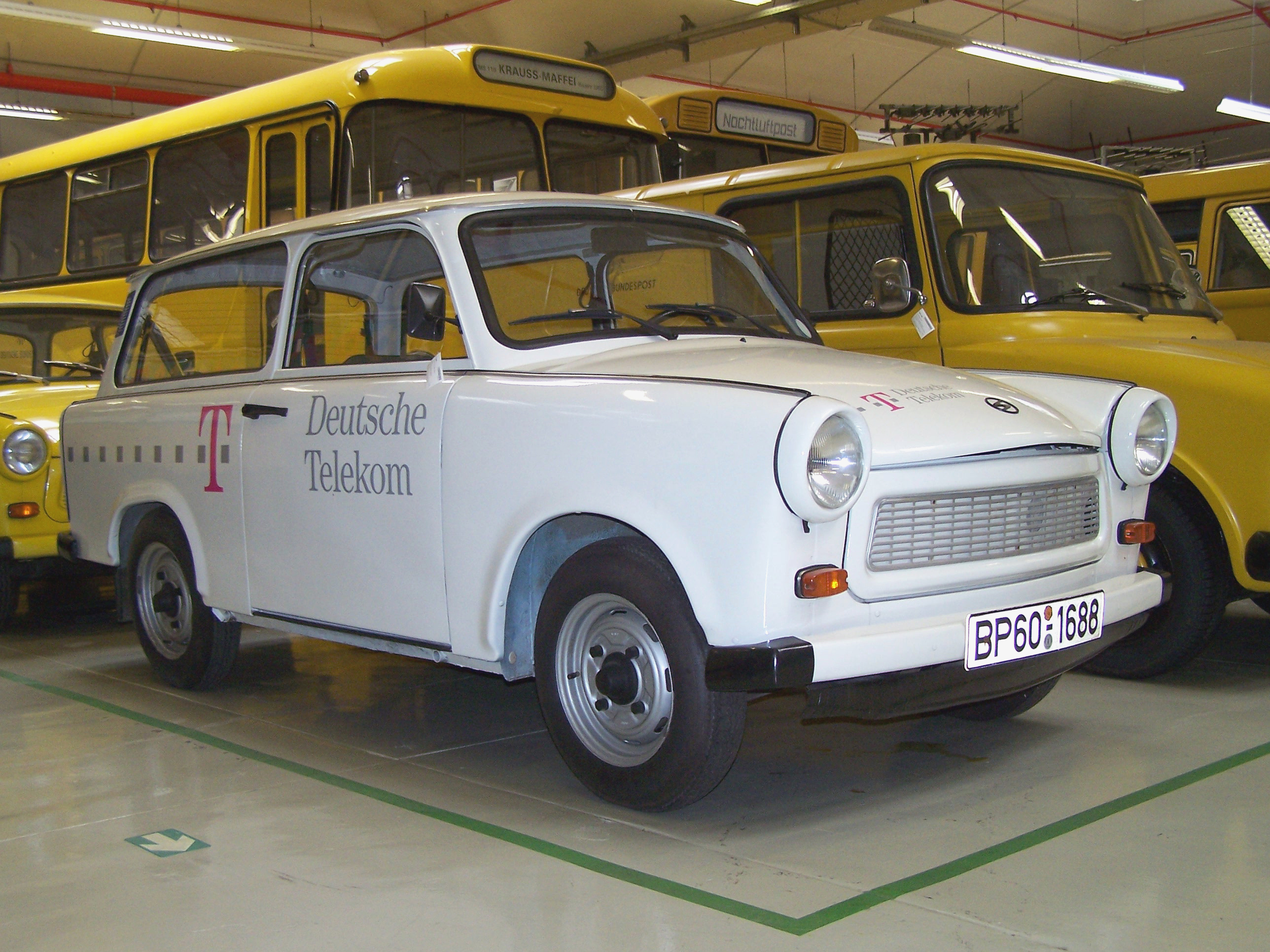
Un kombi Trabant 601 aux couleurs de la Deutsche Telekom.
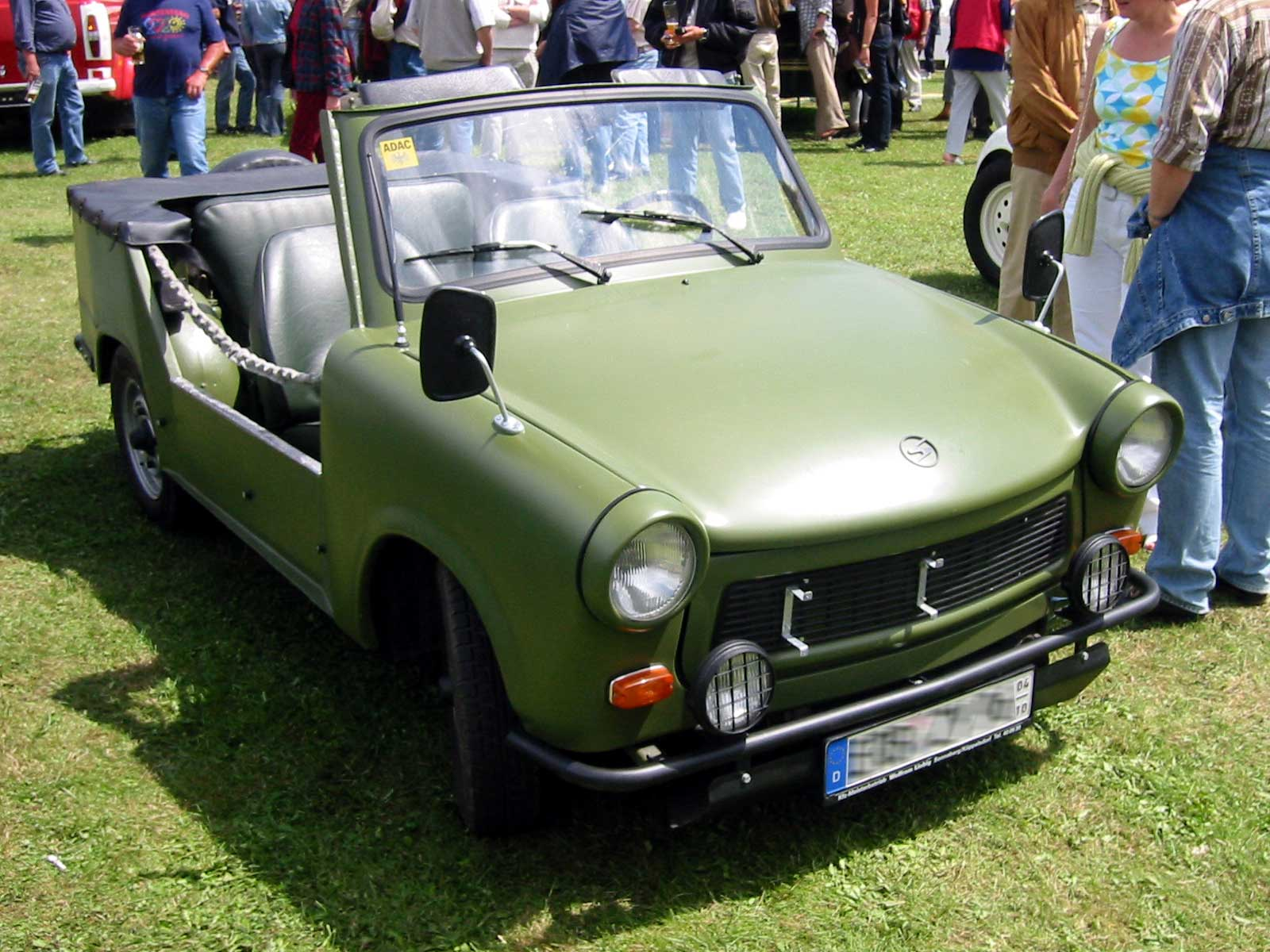
La version « Kübelwagen » de la Trabant 601.
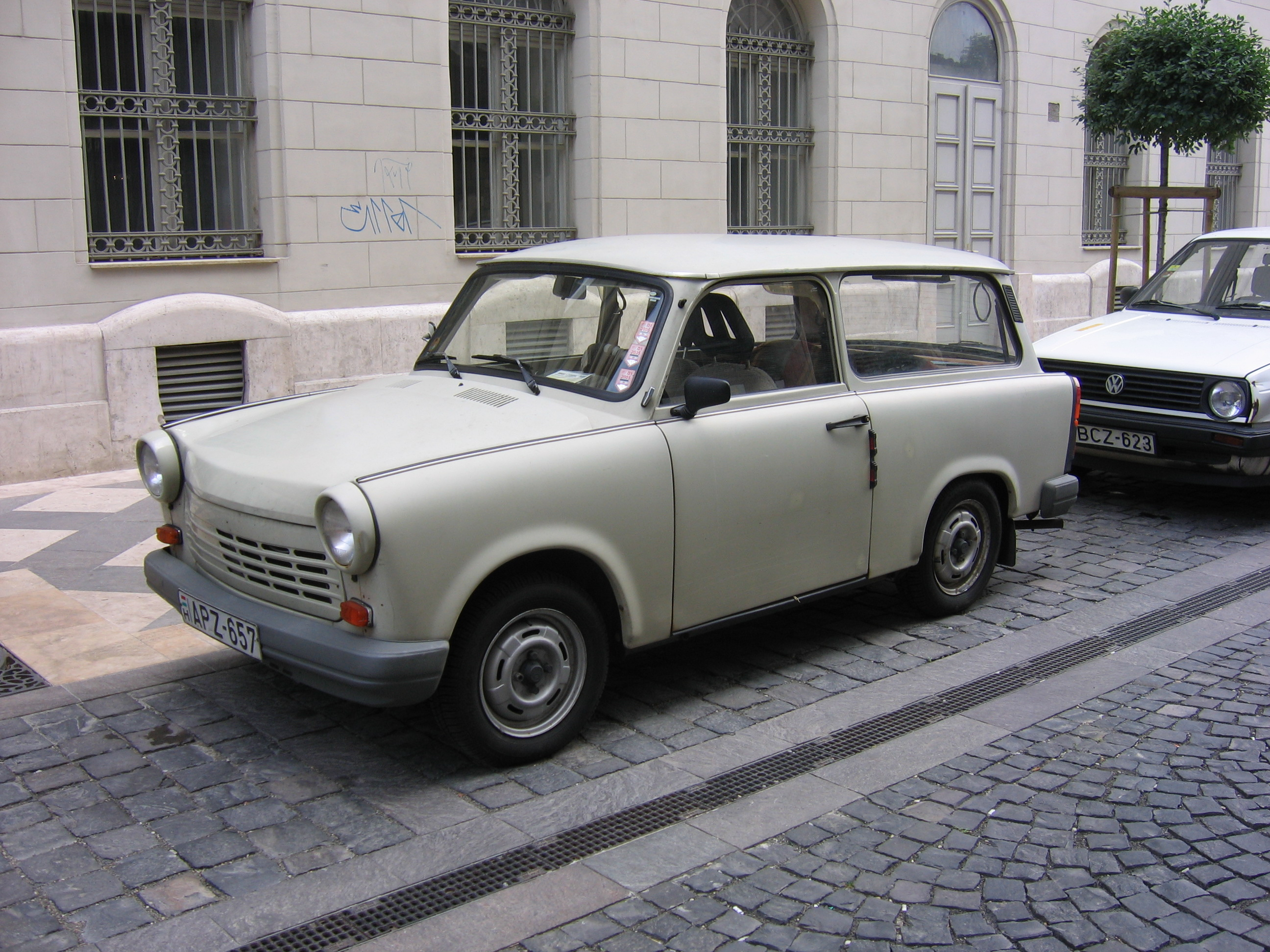
La Trabant 1.1 est la dernière voiture produite par l’entreprise.
Un timbre est-allemand de 1979 représentant une Trabant 601 « S de Luxe ».